# Túraautó-világkupa
A túraautó-világkupa (World Touring Car Cup, szponzorációs nevén FIA WTCR)  a Nemzetközi Automobil Szövetség irányítása alá tartozó túraautóverseny-sorozat, amely a Eurosport Events támogatásával jött létre. A túraautó-világbajnokságban egy időben - 1993 és 1995 között - írtak már ki korábban világkupa-futamokat. A 2017-es szezont követően megegyezés született a túraautó-világbajnokság és a TCR nemzetközi sorozat szervezői közt, hogy a két bajnokságot összeolvasztják és 2018-tól WTCR, azaz túraautó-világkupa néven rendezik meg. Szabályai a TCR műszaki előírásait követi. A WTCR sorozat csak a pilóták és a csapatok számára ír ki pontversenyt, a győztesek világkupa-győztesek lesznek, azaz a sorozat nem világbajnoki rangú.

## Története

### World Touring Car Cup (1993-1995)
1993-ban, a 2 literes turbómotoros Supertouring kategóriának nagy népszerűsége miatt a Nemzetközi Automobil Szövetség megszervezte az első túraautó-világkupát (World Touring Car Cup), amelyben a különböző országok bajnokságaiból vehettek részt a versenyzők. Az első versenyt Monzában az új-zélandi Paul Radisich nyerte egy Forddal. Három kiírást követően az alacsony nevezési létszám miatt a sorozatot törölték.  

### A WTCR létrehozása (2018)
2017. december 6-án Párizsban az FIA Motorsport Világtanács arról döntött, hogy 2018-tól újra életre hívja a túraautó-világkupát. Az új sorozat a TCR szabályrendszerét követi, melyet korábban számos túraautó-sorozatban, köztük a TCR nemzetközi sorozatban is használtak. Ennek a döntésnek következtében mind az utóbbi sorozat, mind pedig a túraautó-világbajnokság megszűnt. 2022. október 14-én a széria promóterei bejelentették, hogy – az eddigi formájában – öt szezon után megszűnik a sorozat, viszont más lebonyolítás(ok)ban életben tervezik tartani a szériát, emellett felmerült az az opció is, hogy Marcello Lotti újraindítaná a TCR nemzetközi sorozatot.

## Pontozási rendszer
| Helyezés       | 1. | 2. | 3. | 4. | 5. | 6. | 7. | 8. | 9. | 10. |
| Első Futam     | 27 | 20 | 17 | 14 | 12 | 10 | 8  | 6  | 4  | 2   |
| Időmérő        | 5  | 4  | 3  | 2  | 1  |    |    |    |    |     |
| Második Futam  | 25 | 18 | 15 | 12 | 10 | 8  | 6  | 4  | 2  | 1   |
| Harmadik Futam | 30 | 23 | 19 | 16 | 13 | 10 | 7  | 4  | 2  | 1   |

## Bajnokok
| 1993 | Paul Radisich     | Ford Team Mondeo            | Ford Mondeo           | Nem írták ki | Nem írták ki | Olaszország  |
| 1994 | Paul Radisich     | Ford Team Mondeo            | Ford Mondeo           | BMW          | BMW          | Németország  |
| 1995 | Frank Biela       | Racing Organisation Course  | Audi A4 Quattro       | Audi         | Audi         | Nem írták ki |
| 2018 | Gabriele Tarquini | MRacing - YMR               | Hyundai i30 N TCR     | Nem írták ki | Nem írták ki | Nem írták ki |
| 2019 | Michelisz Norbert | Cyan Racing Lynk & Co       | Hyundai i30 N TCR     | Nem írták ki | Nem írták ki | Nem írták ki |
| 2020 | Yann Ehrlacher    | Cyan Racing Lynk & Co       | Lynk & Co 03 TCR      | Nem írták ki | Nem írták ki | Nem írták ki |
| 2021 | Yann Ehrlacher    | Cyan Racing Lynk & Co       | Lynk & Co 03 TCR      | Nem írták ki | Nem írták ki | Nem írták ki |
| 2022 | Mikel Azcona      | BRC Hyundai N Squadra Corse | Hyundai Elantra N TCR | Nem írták ki | Nem írták ki | Nem írták ki |

## További információ
- Hivatalos weboldal  (angolul) (olaszul) (franciául) (spanyolul) (németül)
- TouringCars.Net
- Touring Car Times